# Mikrit

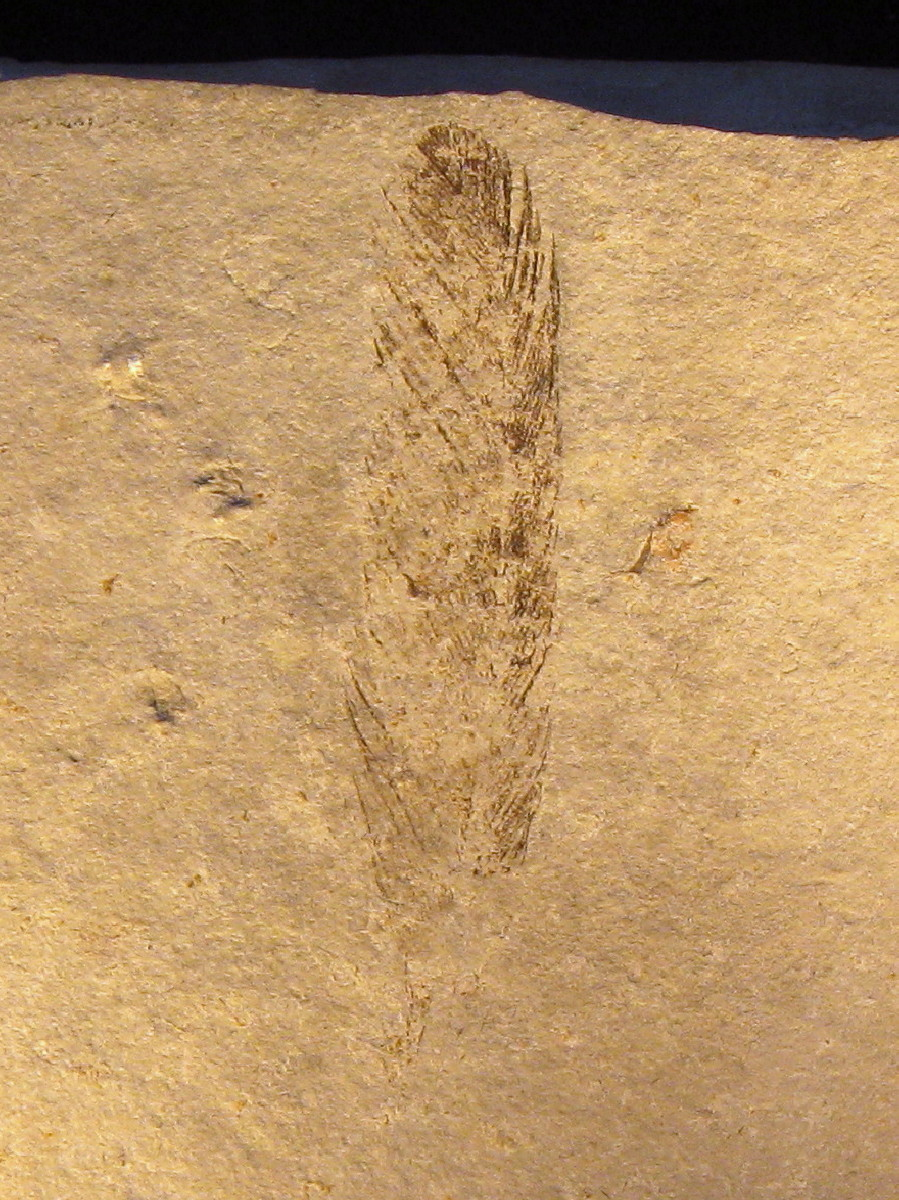
Filigrane Strukturen, wie die einzelnen Äste der Fahne einer Vogelfeder, können nur in sehr feinkörnigem Gestein fossil überliefert werden. Die hier abgebildete Feder stammt von Archaeopteryx und ist im Solnhofener Plattenkalk überliefert, einem archetypischen Mikrit (Mudstone) aus dem Oberjura (Tithonium) von Süddeutschland.

Mikrit (kurz für „mikrokristalliner Calcit“) bezeichnet verfestigten Kalkschlamm, das heißt den Anteil an Karbonat-Körnern mit Korngrößen unter 4 μm, die oft die Matrix eines Kalksteins bilden. Unterhalb 1 μm spricht man von Minimikrit, oberhalb von 4 μm von Minisparit (Sparit). Die Kristallflächen der Mikrit-Körner sind nicht ausgebildet und sie sind nicht einmal mikroskopisch in der Matrix auflösbar. Mikrit und feiner Sparit glänzen oder glitzern daher im Handstück nicht und nur grober Sparit glitzert kristallin. Strukturlose Kalksteine können makroskopisch so feinkörnig sein, dass sie derart dicht und homogen erscheinen und als matte Masse wirken. Dieses Gestein wird sodann als Kalklutit bezeichnet.
Auf Grundlage der Kalksteinklassifikation von Folk (1962) sind Kalksteine als mikritisch zu bezeichnen, wenn ihre Grundmasse zum überwiegenden Anteil aus Matrix und nicht aus Zement besteht. Nach der Art der gröberen Karbonat-Komponenten, die von der Matrix umgeben sind, richtet sich die Gesteinsbezeichnung eines mikritischen Kalksteins: Solche, die überwiegend Klasten enthalten, bezeichnet man als Intramikrite. Oomikrite, Pelmikrite und Onkomikrite. Sie enthalten neben Mikrit überwiegend Ooide, Peloide bzw. Onkoide. Bei Biomikriten dominieren biogene Komponenten, wie zum Beispiel  Muschelschalen. Als biomikritisches Sediment gilt auch die überwiegend aus Coccolithen gebildete Rügener Schreibkreide.

## Weblink
- Skript zu einer Vorlesung über chemogene Sedimente (Memento vom 18. Mai 2013 im Internet Archive)